# Señorío de Rafal
El título nobiliario de Señor de Rafal fue concedido por Felipe II a Gaspar García de Lasa y Ferré.

## Historia
Gaspar García de Lasa casó con María de Togores y tuvo dos hijas. Casó a la mayor, Ana, con su sobrino Juan de Ferré y Proxita, al que cedió el Señorío de Rafal en 1610. Al morir sin descendencia su yerno el año siguiente, retomó el título para sí y lo cedió a su hija María García de Lasa y Togores tras sus desposorios con Jerónimo de Rocamora y Thomas, VIII Señor y I Barón de Puebla de Rocamora y VIII Señor de Benferri, al que Felipe IV concedió el ascenso del Señorío de Rafal a marquesado, lo que supuso su segregación de Orihuela.

## Señores de Rafal
|                        | Titular                                       | Periodo                |
| Creación por Felipe II | Creación por Felipe II                        | Creación por Felipe II |
| ---------------------- | --------------------------------------------- | ---------------------- |
| I                      | Gaspar García de Lasa y Ferré Segundo periodo | ¿? - 1609 1610 - 1611  |
| II                     | Juan de Ferré y Proxita                       | 1609 - 1610            |
| III                    | María García de Lasa y Togores                | 1611 - 1636            |

A partir de este momento, el Señorío se transforma en Marquesado.